# أودو شايفر
أودو شايفر (بالألمانية: Udo Schaefer) هو قاضي ومحامي ألماني، ولد في 19 أكتوبر 1926 في هايدلبرغ في ألمانيا، وتوفي في 30 أغسطس 2019.